# 昭和大橋 (桑折町)
昭和大橋（しょうわおおはし）は、福島県伊達郡桑折町の阿武隈川に架かる桑折町道107号（伊達広域農道）の道路橋である。

## 概要
- 全長 - 291.1 m
- 幅員 - 10.0 m[1]
- 形式 - 3径間+2径間鋼連続下路式平行弦トラス橋（計5径間）
- 竣工 - 1993年

桑折町東部を流れる一級河川阿武隈川に架かり、南詰は桑折町上郡字沖河原、北詰は桑折町上郡字檀ノ腰に位置する。1976年（昭和51年）、公営営農団地農道整備事業により架橋が計画され、昭和から平成に変わり1993年（平成5年）に竣工した。全長291.1 m、幅員10.0 mの下路式平行弦トラス橋であり、同じく伊達広域農道が阿武隈川を渡る徳江大橋と同様に焦茶色に塗装されている。管理者は桑折町である。当橋梁の周辺は果樹園が広がり、特にモモの生産が盛んである。皇室に送られる献上桃の産地としても有名であることから、桃をかたどった石製の親柱が用いられている。

## 歴史
当地は江戸時代前半から上郡河岸が付近に開かれ、幕府領出羽国屋代郷（現在の山形県高畠町付近）から羽州街道を通って運ばれてきた年貢米の積出が行われていた。また、桑折と保原を結ぶ渡し船が当時の上郡村によって運営されており、1948年（昭和23年）に伊達崎村営となった。しかし桑折町営となった後の1971年（昭和46年）に、船頭の後継者不足により渡船は廃止された。1994年（平成6年）に桑折町と福島県福島農地事務所によって上郡河岸の記念碑が橋梁に設置された。
2021年（令和3年）2月の福島県沖地震で大きく損傷したことから復旧が行われており2022年（令和4年）3月19日に開通予定であったが、その直前に発生した2022年（令和4年）3月の福島県沖地震で再び支承損傷などの被害が生じ開通が延期された。同年4月8日に福島県による権限代行による復旧を行うことが発表された。都道府県による市町村道の権限代行による復旧は2021年（令和3年）3月に道路法が改正されて可能になったもので、本橋復旧が日本で初めての適用となった。
復旧工事が進められ、橋は2023年（令和5年）3月31日に再開通した。その後、被災していない橋桁を支える支承についても復旧部分と同様に鋼製からゴム製に交換することになり、2024年（令和6年）1月5日から31日まで車両全面通行止めとし、同年2月29日に被災していない支承も交換を完了した。

## 隣の橋
（上流） 大正橋 - 昭和大橋 - 伊達崎橋 （下流）